# Мбужи-Майи (аэропорт)
Международный аэропорт Мбужи-Майи (фр. Aéroport de Mbujimayi) (ИАТА: MJM, ИКАО: FZWA) — расположен к северу от одноименного города Мбужи-Майи, провинция Восточное Касаи, на юге Демократической Республики Конго.

## Аварии и инциденты
- 19 августа 2015 года Boeing 737 Brussels Airlines, выполнявший рейсы для авиакомпании Korongo Airlines, получил повреждение горизонтального стабилизатора при посадке в аэропорту Мбужи-Майи из-за плохого состояния дорожного покрытия взлетно-посадочной полосы[4].